# Puente Kizuna
El Puente Kizuna es un puente sobre el río Mekong en la ciudad de Kompung Cham, provincia homónima, Camboya.
Fue inaugurado en 2001 y fue el primer puente que se construyó sobre el río Mekong en Camboya. La construcción del puente fue financiada por un aporte de $ 56 millones por parte del gobierno japonés. Con 1500 metros de longitud fue el puente más largo en Camboya hasta que un puente de 1900 metros entre Tailandia y Camboya se construyó en Koh Kong en 2002.